# I mercenari - The Expendables
I mercenari - The Expendables (The Expendables) è un film del 2010 diretto da Sylvester Stallone.
Nel cast, oltre allo stesso regista Stallone, vi sono molte stelle del cinema d'azione anni ottanta, novanta e duemila, tra cui Jason Statham, Dolph Lundgren, Jet Li, Mickey Rourke, Arnold Schwarzenegger e Bruce Willis.
Il film, sceneggiato da Dave Callaham insieme allo stesso Stallone e primo di una serie che conta attualmente quattro episodi, è un tributo ai film d'azione degli anni ottanta e novanta. La storia del film è incentrata sulle vicende di alcuni mercenari guidati dal protagonista che, pur avendo rifiutato l'ennesima missione, finiranno per trovarcisi invischiati per varie cause, anche personali.
Il film, per il contesto politico cui si riferisce, per l'alto grado di violenza e anche per vari dettagli (come il tipo di divise dei militari sudamericani che vi compaiono), è stato accusato di mettere in scena un'aggressione contro il governo Chávez in Venezuela, e perciò di funzionare come un mezzo di propaganda bellica.

## Trama
Nel golfo di Aden in Somalia, una banda di pirati viene sterminata e i loro ostaggi americani salvati, ad opera di un manipolo di uomini armati fino ai denti.
Si tratta degli Expendables (letteralmente i sacrificabili), un piccolo gruppo internazionale di esperti mercenari, che vivono nell'ombra e agiscono laddove nemmeno gli agenti segreti si spingono, uccidendo e compiendo incarichi su commissione e sempre nel rispetto degli accordi stipulati.
Al capo di essi, l'abile Barney Ross, si affiancano: Lee Christmas, inglese ed ex membro del SAS, secondo in comando e molto abile con i coltelli; Yin Yang, reduce cinese del Vietnam ed esperto di arti marziali; Hale Caesar, esperto di armi del Pentagono; Toll Road, esperto di wrestling ed esplosivi, e lo svedese Gunnar Jensen, il cecchino del gruppo, poi espulso dopo la missione a causa della sua dipendenza dalle droghe e per lo scarso rispetto per l'autorità.
Poco tempo dopo, ritornati a New Orleans, sede del gruppo, Christmas si rincontra con la sua ragazza, Lacy, ma scopre che si era messa con un altro nel periodo in cui lui era lontano dal Paese perché non era mai presente e perché dopo tanto tempo insieme lui non le aveva mai detto cosa faceva nella vita. Barney invece si ritrova con il suo vecchio amico Tool, ex membro della squadra ormai in pensione e tatuatore, per farsi sistemare un tatuaggio. Vengono raggiunti poco dopo da Christmas, e Tool, che fa anche da tramite per gli incarichi da affidare ai mercenari, gli propone tre lavori appena arrivati, di cui uno particolarmente duro. Barney, spinto dal fatto che la paga sarà comunque buona, accetta quest'ultimo.
Il giorno dopo Barney si incontra con un misterioso contatto in una chiesa, che difatti si fa chiamare Mr Church. Church gli spiega i dettagli della missione: un ex-agente della CIA, James Munroe, ora un trafficante pericoloso, sta esportando droga negli Stati Uniti, e potrebbe farsi aiutare dal generale Garza, dittatore dell'isola di Vilena, piccolo stato nel golfo del Messico. All'incontro si presenta anche un altro mercenario esperto, l'amico/rivale di Barney, Trench Mauser, che però declina l'offerta e gli lascia campo libero. Quando Church offre a Ross un'enorme somma di denaro per rovesciare il generale, pur avvisandolo di non commettere errori, il mercenario e i suoi amici accettano ben consapevoli che sarà molto dura. Così Barney e Christmas decidono di recarsi da soli a Vilena sotto copertura per incontrarsi con un contatto del posto e valutare la situazione.
Arrivati a Vilena col loro aeroplano e superati i controlli, Barney e Christmas arrivano in un piccolo bar del paesino e incontrano il loro contatto, Sandra, una giovane ragazza del posto che li conduce a fare un giro della zona. Lei spiega che Vilena una volta era un paese felice con o senza la dittatura fin quando Munroe, con la copertura di un sottomesso Garza, ha preso il vero potere per i suoi sporchi traffici. Nonostante poi la ragazza sia riluttante ad accompagnarli, Barney le chiede di portarli fuori città per esplorare meglio l'ambiente. I due si dividono da Christmas e si fermano in una radura; qui Barney si dice perplesso sulla volontà della ragazza di rimanere in un posto così pericoloso come Vilena, ma vengono interrotti da un gruppo di militari arrivati fin lì. Sandra interviene e dai loro discorsi in spagnolo, Barney scopre che la ragazza è la figlia stessa di Garza, ma subito i militari la prendono in ostaggio e tengono lui sotto tiro. Per fortuna Christmas spunta in tempo dalla vegetazione, e dopo uno scontro i tre risalgono sul pick-up di Sandra e riescono a fuggire. Barney si fa poi strada vicino al porto mentre Christmas, arrivato per primo all'aereo, cerca di convincere Sandra a salire con loro per salvarsi, ma lei rifiuta e torna indietro. Fatto partire l'aereo per guadagnare tempo, Christmas inizia a decollare mentre Barney lo raggiunge di corsa e riesce a saltare dentro sfuggendo ai militari e a Munroe, giunto sul posto insieme al suo braccio destro, il mercenario Dan Paine, dopo essere stato avvisato dei disordini. Quando scopre che Sandra non è salita a bordo, Barney convince Christmas a fare inversione e grazie a della benzina sganciata in volo e un razzo fanno saltare in aria il molo: Munroe e Paine si salvano buttandosi in acqua, ma i soldati muoiono nell'esplosione. Abbandonata l'isola e tornati a New Orleans, i mercenari fanno alcune ricerche e scoprono che anche Church, l'uomo che gli aveva affidato il lavoro, era della CIA, e capiscono di essere stati ingaggiati con l'inganno per liberarsi del vero obiettivo, ossia Munroe: quest'ultimo aveva unito le forze con Garza per tenere per sé i soldi della droga che finanziavano la CIA, ma l'agenzia non poteva permettersi una missione ufficiale per uccidere uno di loro perché sarebbe stata cattiva pubblicità, anche se si trattava di un traditore. A questo punto i protagonisti, non avendo più interesse a continuare, si ritirano dall'affare. Nonostante tutto però, Barney non riesce lo stesso a dimenticare il coraggio di Sandra, che intanto a Vilena viene torturata dagli uomini di Munroe per estorcerle informazioni sugli Expendables, anche se contro la volontà del padre che ora non sopporta più lo strapotere di Munroe e il suo stravolgimento della vita sull'isola. Infatti Sandra ha rifiutato di scappare pur di continuare a combattere per il proprio paese e la propria gente, anche se contro il suo stesso genitore.
Barney in seguito viene ritrovato da Gunnar, che si offre di aiutarlo per reintegrarsi nella squadra, ma Barney rifiuta in quanto non si fida di lui, e per risposta l'ex compagno lo lascia con rancore minacciandolo velatamente. Nel frattempo, Christmas viene chiamato da Lacy per parlare, e incontrandola scopre che il suo ragazzo la picchia, così lo raggiunge in un campo da basket mentre gioca coi suoi amici e per vendetta li picchia a sangue. Alla fine si dichiara alla ragazza, facendole capire che tipo di vita conduce.
Quella sera Barney, pieno di dubbi, si rivede con Tool, confidandogli del suo dilemma riguardo a Sandra. Quando Tool allora ne loda il coraggio e gli racconta che il suo più grande rimpianto fu quello di non aver salvato la vita di una donna in Bosnia, molti anni prima, Barney si convince che la cosa giusta da fare è quella di tornare a Vilena per salvare Sandra e il suo popolo. Così decide di ripartire da solo, e a sorpresa viene raggiunto da Yang, che vuole aiutarlo. I due lasciano il garage della squadra in auto, ma vengono attaccati per strada da un convoglio armato: Gunnar, per vendicarsi, ha venduto delle informazioni sui mercenari a Munroe e ora sta partecipando direttamente all'agguato. Nell'inseguimento, Barney e Yang si schiantano con la macchina dentro una fabbrica e Yang si ritrova a combattere a mani nude contro Gunnar. Questi infine ha la meglio e sta per ucciderlo, ma Barney interviene e spara a Gunnar. Lo svedese, ferito e convinto di morire, si pente di ciò che ha fatto e, volendo fare un'ultima cosa sensata nella sua vita, rivela all'amico i piani di Munroe. Infine Barney e Yang raggiungono l'aereo, dove trovano ad aspettarli tutti gli altri, pronti ad appoggiare Barney fino in fondo.
Così tornano a Vilena, dove si infiltrano di notte nel palazzo di Garza. Barney si introduce nella struttura per cercare Sandra, che viene tenuta rinchiusa e bendata in una stanza nei sotterranei; il generale Garza intanto, fa dipingere le facce in maniera tribale agli uomini dell'esercito che gli sono rimasti fedeli come segno di protesta contro Munroe, che lo considera solo un fantoccio senza valore in quanto il potere non arriva da lui. Mentre i mercenari si sbarazzano furtivamente dei soldati nelle vicinanze e piazzano delle bombe nella struttura, Barney salva in extremis Sandra da due militari che stavano per stuprarla, ma mentre la sta portando via viene trovato da Paine e i suoi uomini, che lo catturano e portano Sandra da Munroe. Qui il trafficante e il generale si confrontano e solo la figlia lo ferma dall'uccidere Munroe. Intanto nei sotterranei Paine interroga Barney picchiandolo brutalmente, ma i mercenari intervengono e salvano il loro capo, combattendo contro tutti gli altri. Barney così si libera e raggiunge Paine, che era scappato perché disarmato; i due si affrontano in un violento scontro corpo a corpo dove lo scagnozzo sembra avere la meglio, ma gli spari di Caesar lo fanno fuggire. Quando poi la squadra torna in superficie si trova costretta a rifugiarsi al coperto sotto il tiro dell'esercito, nel cortile del palazzo.
Quando i protagonisti sembrano essere ormai in trappola, dentro il palazzo Garza si riconcilia con la figlia e tiene un discorso liberatorio ai suoi uomini dal balcone, invitandoli a combattere gli invasori americani, ma Munroe lo uccide a tradimento davanti a tutti. Subito dopo, gli uomini di Garza e quelli di Munroe iniziano a spararsi, e quando Sandra finalmente esce dal palazzo, tenuta in ostaggio da Munroe in fuga, Barney fa esplodere le bombe e distrugge l'edificio. Poi, approfittando della confusione causata dall'esplosione, i mercenari escono allo scoperto e lottano contro i soldati, riuscendo a ucciderli dopo una violenta battaglia. Munroe tenta di scappare insieme a Sandra e Paine con un elicottero, ma il mercenario viene ucciso in combattimento da Toll Road, mentre Caesar e Barney fanno esplodere l'elicottero. Munroe allora porta Sandra con sé nella giungla, inseguito da Barney. Giunti in un luogo isolato, Munroe ferisce Barney con un colpo e minaccia Sandra, chiedendogli poi il perché del suo ritorno. Barney dice che lui è tornato solo per la ragazza, che divincolandosi si libera e dà l'occasione a Barney di sparare a Munroe col suo revolver, mentre Christmas interviene improvvisamente alle sue spalle lanciando un coltello che trapassa l'uomo, uccidendolo definitivamente.
Vilena è ora libera dalla dittatura, e il giorno dopo, prima che i mercenari ripartano, Sandra ringrazia Barney per tutto ciò che ha fatto, e lui le promette che ci sarà sempre quando lei avrà bisogno.
Tornati a casa, la sera stessa i mercenari riabbracciano Gunnar, ormai guarito, che ha abbandonato le droghe e si riunisce ai suoi compagni per festeggiare. Infine, recitando un poema scherzoso contro Tool, suo rivale nel lancio dei coltelli, Christmas esce dal locale fino in strada per fare il lancio più lungo di tutti, centrando in pieno il bersaglio e guadagnandosi l'ovazione dei suoi amici.

## Produzione
Dopo aver riproposto negli anni precedenti i suoi personaggi più celebri, Rocky Balboa e John Rambo, Stallone iniziò a lavorare ad un nuovo film, in cui avrebbe nuovamente curato regia e sceneggiatura. Il film nacque come una commedia dark, una satira, poi però Stallone decise di trasformarlo nel prodotto attuale. Il soggetto iniziò a prendere forma a metà 2005 quando Dave Callaham lo abbozzò per poi rivederlo ancora un paio di volte fino al 2006. Interessato a creare un vero e proprio ensemble d'azione, Stallone sceglie la versione finale della bozza di Callaham come punto di partenza per la pellicola.
Il pickup Ford F-100 usato per il film è stato realizzato dalla West Coast Customs su richiesta di Sylvester Stallone in 3 esemplari, mentre l'idrovolante utilizzato nella pellicola è un Grumman HU-16 Albatross. Al polso di Sylvester Stallone compare un orologio italiano di marca Panerai, di cui l'attore è appassionato estimatore, modello Luminor 1950 Regatta Rattrapante Pam 00332. Nel film sono stati utilizzati anche alcuni speciali chopper cromati della Harley-Davidson selezionati direttamente da Sylvester Stallone.
Per i ruoli dei soldati, Stallone approfittò del fatto che il luogo delle riprese, il Brasile, ospitava molti combattenti di arti marziali miste, e chiamò i campioni di UFC Anderson Silva e i fratelli gemelli Nogueira Antônio Rogério e Antônio Rodrigo Nogueira per fare le chiamate al casting, e li fece anche apparire in tre camei.

### Riprese

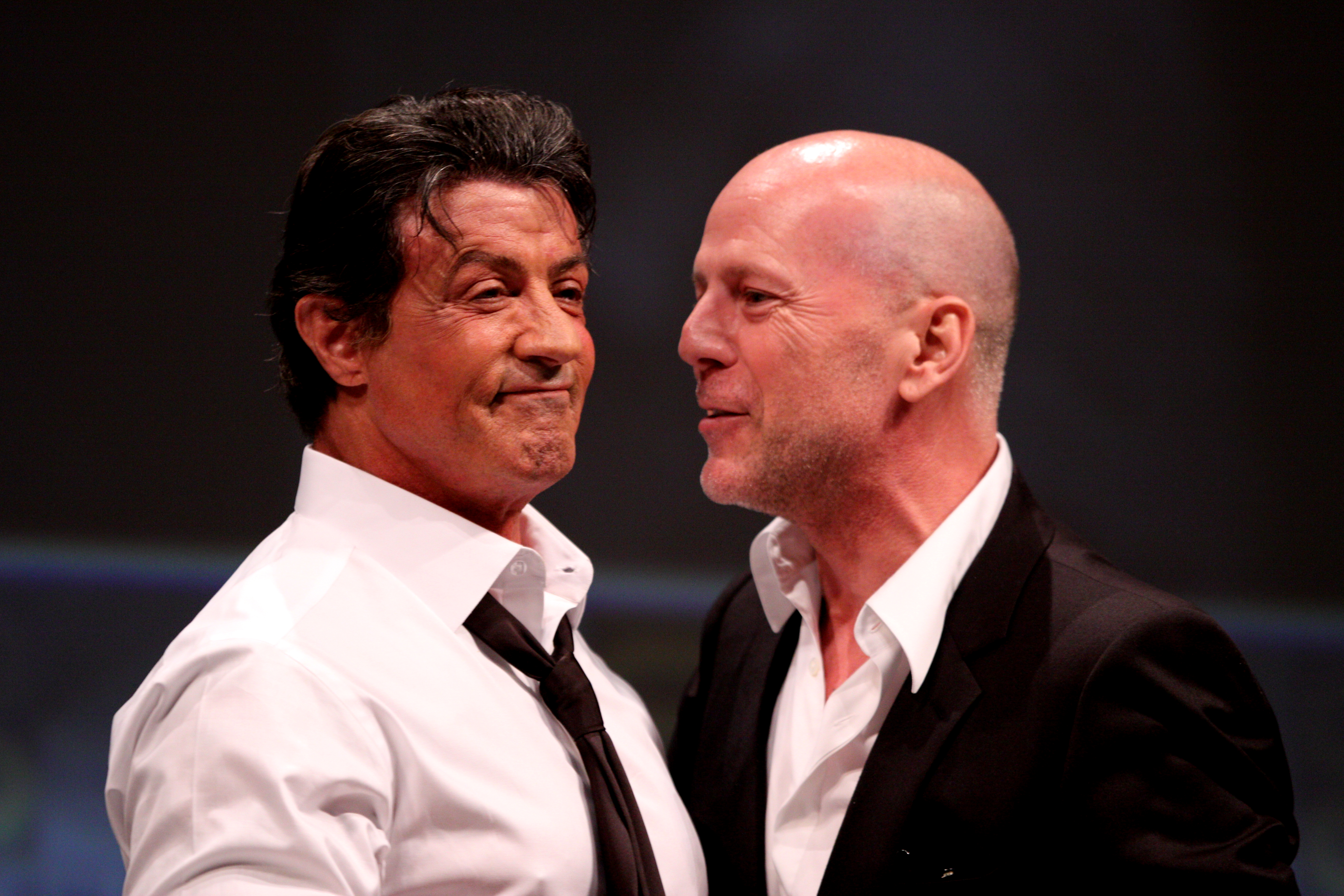
Sylvester Stallone e Bruce Willis al San Diego Comic-Con International nel 2010

Le riprese del film sono iniziate il 28 marzo 2009 in Brasile e sono proseguite tra New Orleans e Los Angeles fino al luglio dello stesso anno.
Durante le riprese Stallone ha descritto una scena che ha appena girato, in cui indossa l'uniforme militare nera: "È molto, molto, molto dura. Si tratta del film più difficile, e lo so che è quello che dicono tutti, ma è incredibilmente difficile. È dura. C'è così tanta azione."
Durante la scena dello scontro con il wrestler Steve Austin, Stallone si ruppe una vertebra cervicale e fu operato d'urgenza. Dopo essersi fatto inserire una piastra metallica nel collo, tornò sul set dopo poche settimane di riposo contro i consigli dei medici.
Il budget per la produzione del film è stato di 80 milioni di dollari. La pellicola ha incassato 274.470.394 $ a livello mondiale.

### Cast
- Sylvester Stallone interpreta Barney Ross, il capo della gang degli Expendables, nonché il più vecchio e mentore del gruppo.
- Jason Statham è Lee Christmas, il secondo al comando, abilissimo tiratore con i coltelli.
- Terry Crews interpreta Hale Caesar, esperto di armi da fuoco; inizialmente la parte era stata attribuita a 50 Cent[8], ma dopo alcune rimostranze dei molti fan di Stallone riguardo a questa scelta nel cast, la parte andò a Terry Crews[9].
- Jet Li è Yin Yang, artista marziale; in origine Stallone scritturò Jackie Chan, ma questi rifiutò perché non voleva avere personaggi minori od oscurati[10].
- Mickey Rourke interpreta Tool[11], membro ormai in pensione degli Expendables, reduce di mille battaglie affrontate con Barney; estremamente abile nel lancio del coltello e nell'arte dei tatuaggi.
- Dolph Lundgren interpreta Gunnar Jensen[12], mercenario con problemi di droghe e poco incline al rispetto dell'autorità. Il personaggio, che doveva morire nella pellicola, venne salvato per poterlo riutilizzare nel sequel.[13] Il suo ruolo doveva essere affidato a Jean-Claude Van Damme, ma l'attore rifiutò per impegni con un altro film. Van Damme promise comunque all'amico che per il seguito sarebbe stato disponibile.
- Arnold Schwarzenegger partecipa al film in un cameo nel quale veste i panni di Trench Mauser, capo di una gang di mercenari rivale agli Expendables, mentre Bruce Willis interpreta Mr. Church, un uomo misterioso della CIA, che ingaggia il gruppo.[14] Sia Willis che Schwarzenegger hanno lavorato gratuitamente, in quanto amici di Stallone[15].
- Eric Roberts interpreta James Munroe, agente della CIA rinnegato e dedito al traffico di droga, principale antagonista del film. Roberts aveva già recitato con Stallone nel film Lo specialista nel 1994, e prima di lui per il ruolo vennero considerati Robert De Niro, Al Pacino, Ben Kingsley e Ray Liotta.

Oltre ai già citati 50 Cent, Jackie Chan e Van Damme, il film inizialmente prevedeva altre icone del genere azione, che per vari motivi non hanno potuto o voluto accettare la parte:
- Steven Seagal - il rifiuto è dovuto ad alcune diatribe avute in passato con lo stesso produttore che finanzia I mercenari, Avi Lerner.
- Wesley Snipes - non ha potuto prendere parte nel film a causa di una condanna per evasione fiscale[16]. Prenderà poi parte al terzo film.
- Kurt Russell - ha preferito non prendere parte nel progetto poiché fino a quel momento sembrava che avesse abbandonato definitivamente il genere azione.
- Forest Whitaker - non ha potuto prendere parte al film, poiché lo slittamento delle riprese gli avrebbe impedito di partecipare a progetti già confermati.
- Danny Trejo - il quale in un primo momento aveva accettato l'invito di Stallone (tanto che il 15 febbraio 2009 era stato confermato nel cast[17]), ma poi ha dovuto rinunciare perché impegnato nelle riprese di Machete. Trejo avrebbe dovuto interpretare il ruolo di Emanuel, un contatto sudamericano che aiuta i protagonisti[18].

Durante le riprese erano circolate voci infondate sulla presunta partecipazione di Sandra Bullock.

## Colonna sonora
Il compositore Brian Tyler venne scelto da Stallone per comporre la colonna sonora del film dopo aver già collaborato con lui in John Rambo nel 2008. In una successiva intervista Stallone comunicò di aver deciso di scegliere Tyler per la composizione di un suo nuovo film. La colonna sonora del film fu rilasciata il 10 agosto 2010.
Il frontman dei Godsmack, Sully Erna, venne avvicinato da Stallone per scrivere una canzone per il film, e questi realizzò il singolo Sinner's Prayer, molto vicino alle atmosfere del film; gli Shinedown fecero il singolo Diamond Eyes, usato nel trailer. Entrambe le canzoni vennero poi tolte dal montaggio finale, ma sono rimaste nella versione estesa della pellicola, la Extended Director's Cut, rilasciata in anteprima sulla tv via cavo e poi in Blu-ray solo per il mercato statunitense.

## Promozione

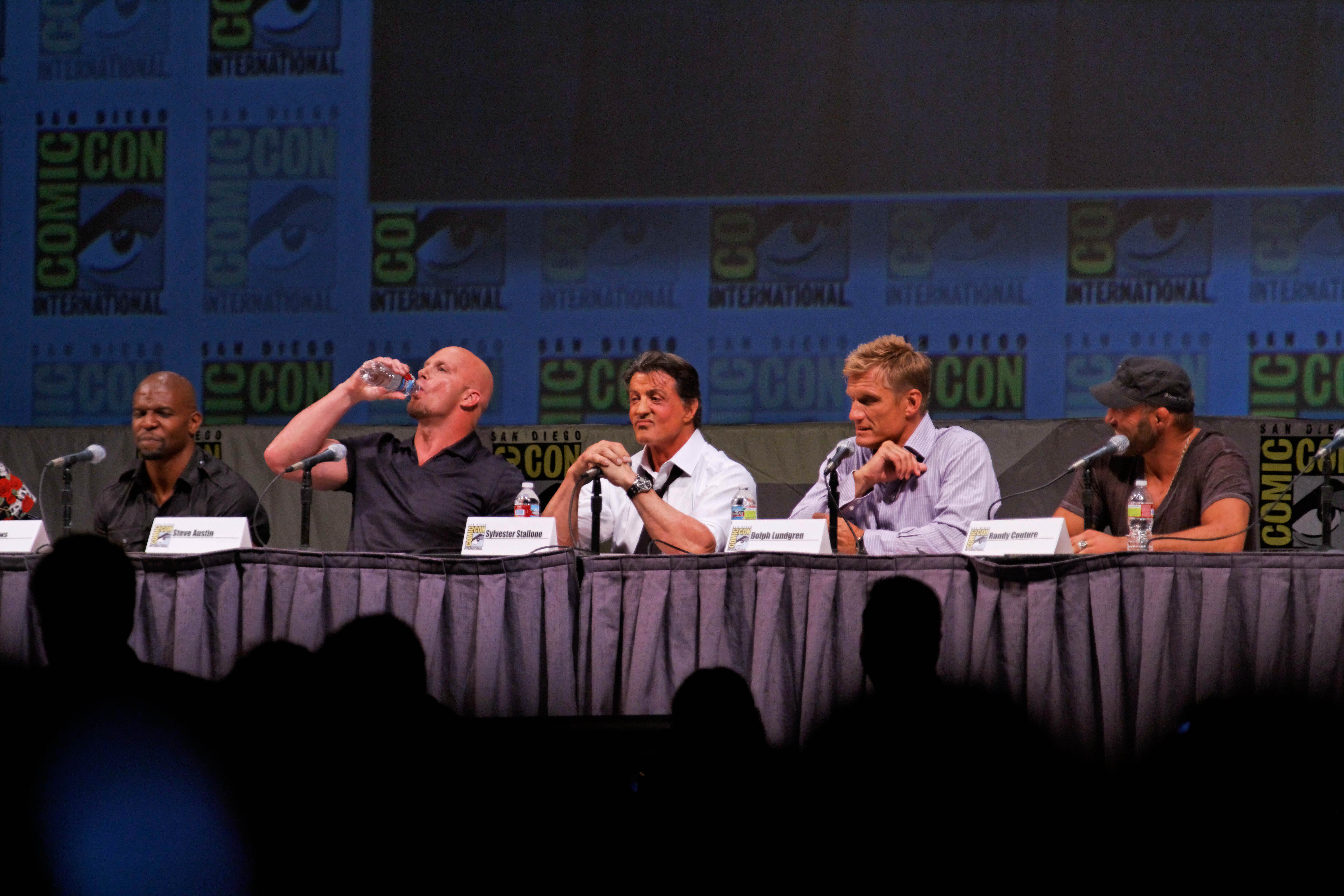
Il cast del film al Comic-Con 2010

Dopo averli mostrati a Cannes, la Lionsgate ha pubblicato le versioni ufficiali del teaser poster e del billboard del film. Il primo video ufficiale è stato pubblicato dal blog gestito dalla pubblicista di Stallone.
Le prime immagini del film sono state proiettate il 12 settembre alla cerimonia di chiusura della 66ª Mostra Internazionale d'Arte cinematografica di Venezia in occasione del "Premio Jaeger-LeCoultre Glory to the Filmmaker" conferito a Stallone.
Il primo trailer del film è uscito il 31 marzo 2010.
Il film viene vietato ai minori negli Stati Uniti d'America per "azione, violenza sanguinaria e alcune scurrilità". Anche il sequel sarà poi vietato ai minori.

## Distribuzione
Il film è uscito nelle sale americane il 13 agosto 2010. In Italia è uscito il successivo 1º settembre.
È stato trasmesso su Rai 2 per la prima volta il 9 novembre 2012 dove ha ottenuto 1.950.000 spettatori e il 6,88% di share

## Accoglienza

### Critica
Il film riceve critiche miste tra i maggiori siti di critica cinematografica, negli Stati Uniti d'America come nel resto del mondo. Il sito Internet Movie Database dà un voto totale di 6,5/10, Rotten Tomatoes dà un voto di 5,3 con il 42% delle recensioni positive, e sul sito Metacritic ottiene il 45% dei pareri positivi. Mentre il dizionario Morandini da un voto di 3 su 5, dicendo che raramente si era visto un film di arti marziali così esplosivo, assordante, ricco di coltelli micidiali, provvisto di dialoghi ficcanti a mitraglia e ravvivato dalla caratterizzazione dei singoli personaggi, a uno a uno. Spiccano il pittoresco Rourke e il longilineo Roberts che fa il supercattivo, concludendo che Stallone non demorde. Non solo coproduce, coscrive, dirige e interpreta, ma nella 1ª parte, pur aiutato da uno stunt, si cimenta in un acrobatico salto in corsa sul suo idrovolante al decollo.
Il film ha ricevuto ai Razzie Awards 2010 una nomination per il peggior regista a Sylvester Stallone.

## Riconoscimenti
- 2011 - Saturn Awards[32]
  - Candidatura per il miglior film d'azione
- 2011 - VES Awards[33]
  - Candidatura per i migliori modelli e miniature in un film
- 2010 - Golden Trailer Awards[34]
  - Candidatura per il miglior poster d'azione
- 2011 - BMI Film & TV Award
  - Film Music Award a Brian Tyler
- 2011 - Taurus World Stunt Awards
  - Miglior lavoro col fuoco
  - Candidatura per il miglior combattimento

## Casi mediatici
- Il 18 ottobre 2009 i membri della troupe brasiliana del film hanno diffuso interi spezzoni "grezzi" del film lamentando di non essere stati pagati[35]. Stallone ha utilizzato i conti correnti del partner sudamericano O2 Filmes per pagare le spese durante la lavorazione della pellicola, lasciando debiti per oltre 2 milioni di dollari, relativi a fatture, bollette della luce e stipendi di manovalanza e compagnie locali. A quanto riporta O2, azienda brasiliana che ha collaborato alla realizzazione del film, Stallone, dopo aver ignorato numerosi solleciti di pagamento, avrebbe addirittura smesso di rispondere alle loro chiamate telefoniche[36]. Questa storia ha fatto infuriare i brasiliani, che avevano già dato vita ad una campagna di protesta su internet a seguito delle dichiarazioni rilasciate da Stallone al ritorno negli USA dopo le riprese, in cui aveva dichiarato: "Potresti far saltare in aria la loro intera nazione e loro continuerebbero a dirti "Grazie mille, prego, si accomodi: si porti questa scimmia a casa"[36]. Stallone sarà trascinato in tribunale dalla società brasiliana O2 perché non ha restituito circa 2 milioni di dollari[37].
- Nell'ottobre 2011 Sylvester Stallone è stato citato in giudizio con l'accusa di plagio presso la corte federale di Manhattan dallo sceneggiatore Marcus Webb, il quale sostiene che la sceneggiatura di The Expendables sarebbe stata rubata o copiata da quella di The Cordoba Caper, da lui stesso realizzata nel 2006. Lo scrittore ha avanzato richieste di risarcimento danni per violazione di copyright e un ordine di arresto per Stallone e il co-sceneggiatore Dave Callaham, per i referenti delle case di produzione Millennium, Nu Image e Lionsgate. È stata presentata inoltre un'ingiunzione giudiziaria che vieti qualsiasi ulteriore violazione del diritto d'autore attraverso eventuali sequel.[38][39] Nel giugno 2012 Stallone vince la causa cancellando ogni dubbio su plagio e vari sequel da bloccare[40].

## Making of
Dopo l'uscita del film, viene diffuso Inferno: The Making of 'The Expendables', un documentario scritto e diretto da John Herzfeld. È il making of del film, dalla durata di 88 minuti, trasmesso negli Stati Uniti come documentario televisivo. Partecipano al documentario tutti i principali membri del cast e alcuni tecnici della troupe.
Il documentario racconta il dietro le quinte, le curiosità e le tecniche del film I mercenari - The Expendables. Vi è inoltre un capitolo sul grave infortunio occorso a Stallone durante le riprese.

## Sequel
Un sequel dal titolo I mercenari 2 è uscito il 17 agosto 2012. Nel cast, oltre ai precedenti attori, ci sono anche Jean-Claude Van Damme, Chuck Norris, Scott Adkins e Liam Hemsworth.. La regia non è più affidata a Stallone, che rimane però sceneggiatore, ma a Simon West.